# Singoli al numero uno nella Billboard Hot 100 nel 1984
La Billboard Hot 100 è la classifica dei singoli più venduti negli Stati Uniti d'America redatta dal magazine Billboard.

## HOT 100

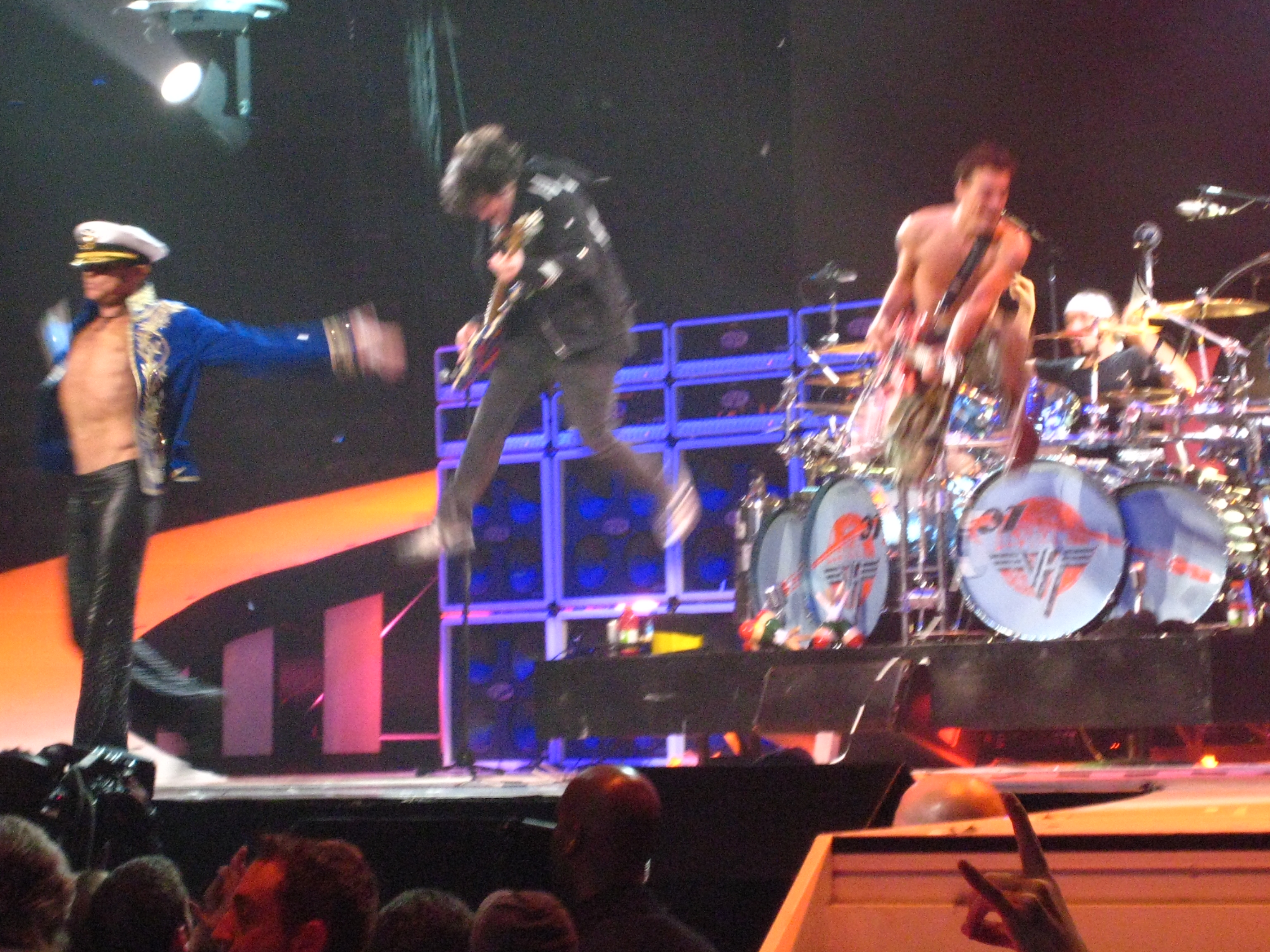
I Van Halen trascorsero cinque settimane consecutive al primo posto con Jump.

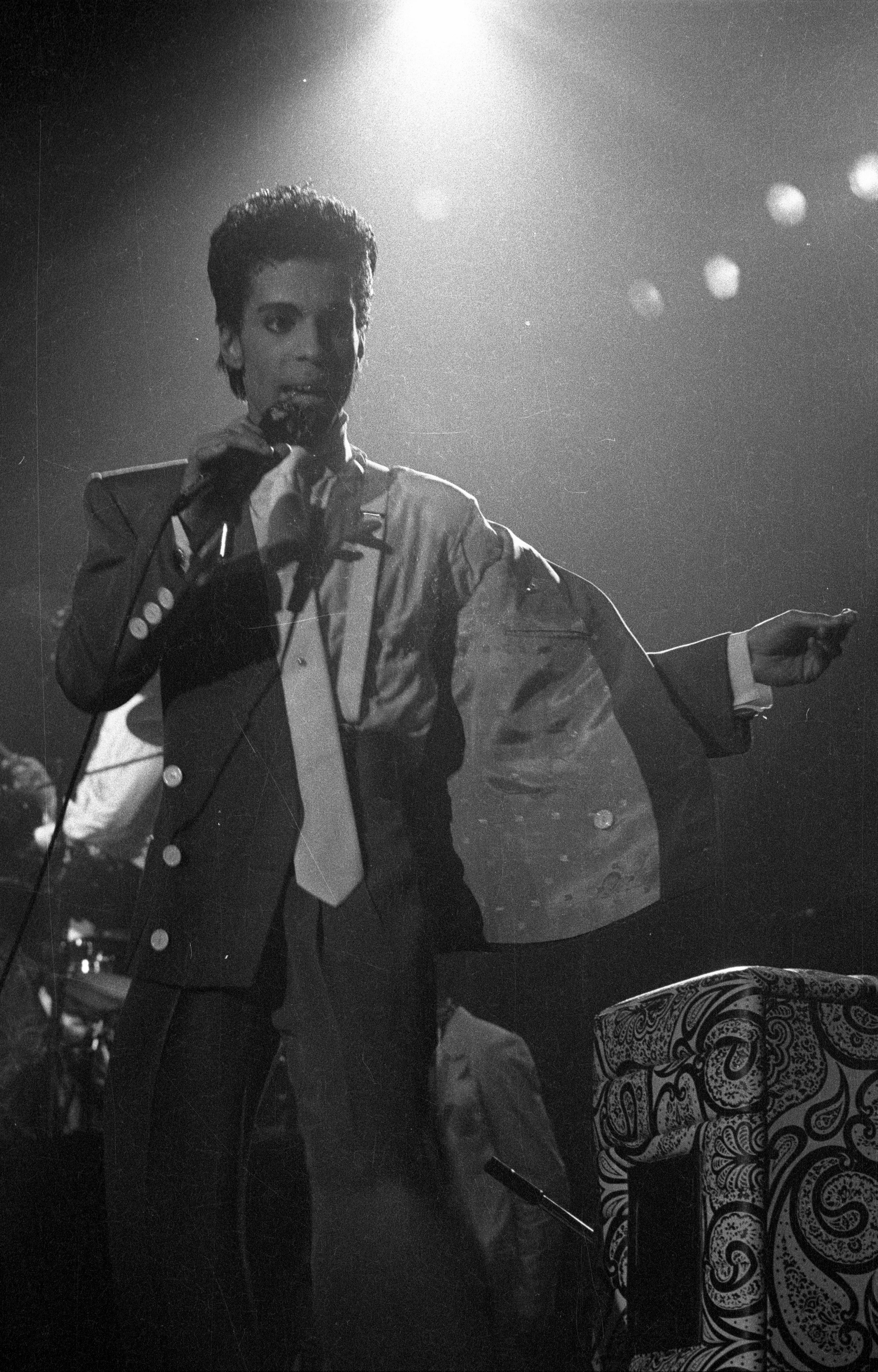
Prince piazzò due suoi diversi singoli al primo posto nel 1984.

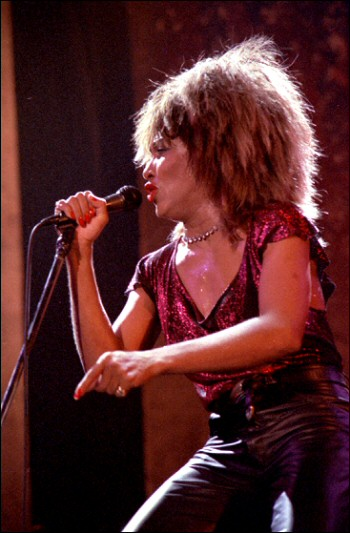
Tina Turner raggiunse per la prima e unica volta in carriera la vetta dei singoli più venduti con What's Love Got to Do with It.

| la canzone contrassegnata con lo sfondo giallo si è aggiudicata il titolo di singolo numero 1 nella classifica cumulativa di fine anno del 1984 di Billboard. |

| Data di Pubblicazione | Canzone                                     | Artista                            | Fonte         |
| --------------------- | ------------------------------------------- | ---------------------------------- | ------------- |
| 7 gennaio             | "Say Say Say"                               | Paul McCartney and Michael Jackson | [ 1 ]         |
| 14 gennaio            | "Say Say Say"                               | Paul McCartney and Michael Jackson | [ 2 ]         |
| 21 gennaio            | "Owner of a Lonely Heart"                   | Yes                                | [ 3 ]         |
| 28 gennaio            | "Owner of a Lonely Heart"                   | Yes                                | [ 4 ]         |
| 4 febbraio            | "Karma Chameleon"                           | Culture Club                       | [ 5 ]         |
| 11 febbraio           | "Karma Chameleon"                           | Culture Club                       | [ 6 ]         |
| 18 febbraio           | "Karma Chameleon"                           | Culture Club                       | [ 7 ]         |
| 25 febbraio           | "Jump"                                      | Van Halen                          | [ 8 ]         |
| 3 marzo               | "Jump"                                      | Van Halen                          | [ 9 ]         |
| 10 marzo              | "Jump"                                      | Van Halen                          | [ 10 ]        |
| 17 marzo              | "Jump"                                      | Van Halen                          | [ 11 ]        |
| 24 marzo              | "Jump"                                      | Van Halen                          | [ 12 ]        |
| 31 marzo              | "Footloose"                                 | Kenny Loggins                      | [ 13 ]        |
| 7 aprile              | "Footloose"                                 | Kenny Loggins                      | [ 14 ]        |
| 14 aprile             | "Footloose"                                 | Kenny Loggins                      | [ 15 ]        |
| 21 aprile             | "Against All Odds (Take a Look at Me Now)"  | Phil Collins                       | [ 16 ]        |
| 28 aprile             | "Against All Odds (Take a Look at Me Now)"  | Phil Collins                       | [ 17 ]        |
| 5 maggio              | "Against All Odds (Take a Look at Me Now)"  | Phil Collins                       | [ 18 ]        |
| 12 maggio             | "Hello"                                     | Lionel Richie                      | [ 19 ]        |
| 19 maggio             | "Hello"                                     | Lionel Richie                      | [ 20 ]        |
| 26 maggio             | "Let's Hear It for the Boy"                 | Deniece Williams                   | [ 21 ]        |
| 2 giugno              | "Let's Hear It for the Boy"                 | Deniece Williams                   | [ 22 ]        |
| 9 giugno              | "Time After Time"                           | Cyndi Lauper                       | [ 23 ]        |
| 16 giugno             | "Time After Time"                           | Cyndi Lauper                       | [ 24 ]        |
| 23 giugno             | "The Reflex"                                | Duran Duran                        | [ 25 ]        |
| 30 giugno             | "The Reflex"                                | Duran Duran                        | [ 26 ]        |
| 7 luglio              | "When Doves Cry"                            | Prince                             | [ 27 ]        |
| 14 luglio             | "When Doves Cry"                            | Prince                             | [ 28 ]        |
| 21 luglio             | "When Doves Cry"                            | Prince                             | [ 29 ]        |
| 28 luglio             | "When Doves Cry"                            | Prince                             | [ 30 ]        |
| 4 agosto              | "When Doves Cry"                            | Prince                             | [ 31 ]        |
| 11 agosto             | "Ghostbusters"                              | Ray Parker, Jr.                    | [ 32 ]        |
| 18 agosto             | "Ghostbusters"                              | Ray Parker, Jr.                    | [ 33 ]        |
| 25 agosto             | "Ghostbusters"                              | Ray Parker, Jr.                    | [ 8 ]         |
| 1 settembre           | "What's Love Got to Do with It"             | Tina Turner                        | [ 34 ]        |
| 8 settembre           | "What's Love Got to Do with It"             | Tina Turner                        | [ 35 ]        |
| 15 settembre          | "What's Love Got to Do with It"             | Tina Turner                        | [ 36 ] [ 37 ] |
| 22 settembre          | "Missing You"                               | John Waite                         | [ 38 ] [ 39 ] |
| 29 settembre          | "Let's Go Crazy"                            | Prince and The Revolution          | [ 40 ]        |
| 6 ottobre             | "Let's Go Crazy"                            | Prince and The Revolution          | [ 41 ] [ 42 ] |
| 13 ottobre            | "I Just Called to Say I Love You"           | Stevie Wonder                      | [ 43 ] [ 44 ] |
| 20 ottobre            | "I Just Called to Say I Love You"           | Stevie Wonder                      | [ 45 ] [ 46 ] |
| 27 ottobre            | "I Just Called to Say I Love You"           | Stevie Wonder                      | [ 47 ] [ 48 ] |
| 3 novembre            | "Caribbean Queen (No More Love on the Run)" | Billy Ocean                        | [ 49 ] [ 50 ] |
| 10 novembre           | "Caribbean Queen (No More Love on the Run)" | Billy Ocean                        | [ 51 ] [ 52 ] |
| 17 novembre           | "Wake Me Up Before You Go Go"               | Wham!                              | [ 53 ] [ 54 ] |
| 24 novembre           | "Wake Me Up Before You Go Go"               | Wham!                              | [ 55 ] [ 56 ] |
| 1 dicembre            | "Wake Me Up Before You Go Go"               | Wham!                              | [ 57 ] [ 58 ] |
| 8 dicembre            | "Out of Touch"                              | Daryl Hall and John Oates          | [ 59 ] [ 60 ] |
| 15 dicembre           | "Out of Touch"                              | Daryl Hall and John Oates          | [ 61 ] [ 62 ] |
| 22 dicembre           | "Like a Virgin"                             | Madonna                            | [ 63 ] [ 64 ] |
| 29 dicembre           | "Like a Virgin"                             | Madonna                            | [ 65 ]        |